# OTB Gruppe
Only The Brave, S.p.A., auch bekannt als OTB Group, ist eine italienische Holding, die in der Modebranche tätig ist und weltweit agiert. Seinen Hauptsitz hat das Unternehmen in Breganze in der Provinz Vicenza (Venetien), wo es 2002 von Renzo Rosso gegründet wurde. Zum ersten Tochterunternehmen von Rossos Gruppe – Diesel – kamen mit der Zeit weltbekannte Marken wie Maison Margiela, Marni, Jil Sander und Viktor & Rolf dazu.
2024 schloss der Konzern mit einem Umsatz von 1,75 Mrd. Euro ab. OTB ist seit 2018 Mehrheitseigentümer des Fußballvereins L.R. Vicenza Virtus.

## Geschichte
1978 wurde die Modemarke Diesel von Renzo Rosso und weiteren Mitgesellschaftern gegründet.
1985 übernahm Rosso für 500.000 US$ die Anteile von seinem Geschäftspartner Adriano Goldschmied.
Es folgte im Jahre 2000 der Kauf der Firma „Staff International“, die Lizenzen für Vivienne Westwood oder Martin Margiela einbrachte. Später akquirierte Rosso auch Lizenzen für DSquared, Marc Jacobs Men und Just Cavalli.
2002 erfolgte dann die Bündelung der Gruppe unter der Holding Only The Brave S.p.A. Im selben Jahr sicherte sich das Unternehmen die Aktienmehrheit am langjährigen Partner Maison Margiela.
2008 stieg Only The Brave beim niederländischen Label Viktor & Rolf mit einer 51 % Mehrheit ein.
2011 gelang der Einstieg in das Kidswear Segment mit der Marke Brave Kids.
2013 kürzte man den Markenauftritt und benannte sich in OTB um. Ebenso wurde das Label Marni übernommen und eingegliedert.
2016 fügte man mit einer Übernahme das Accessoire Modelabel Paula Cademartori zum Portfolio hinzu.
2019 erhöhte OTB seinen Anteil an Viktor & Rolf auf 70 % und stieg beim kalifornischen Label Amiri ein.
2021 verkündete man die komplette Übernahme von Jil Sander von der japanischen Onward Holdings.
Seit 2017 ist Ubaldo Minelli CEO und bestätigte Pläne für einen Börsengang im Jahr 2024 oder 2025.

## Beteiligungen & Marken
- Diesel
- Staff International
- Maison Margiela
- Brave Kids
- Marni
- Viktor & Rolf
- Jil Sander
- Amiri